# 15034 Décines
15034 Décines là một tiểu hành tinh vành đai chính với chu kỳ quỹ đạo là 1369.2675803 ngày (3.75 năm).
Nó được phát hiện ngày 16 tháng 11 năm 1998.